# Isla Sobral
La isla Sobral (según Argentina) o isla Omega (según Chile) es una isla de 3,7 kilómetros de largo, que se encuentra inmediatamente al sur de la isla Piedrabuena (o Eta), en el archipiélago Melchior, archipiélago Palmer, en la Antártida.
La isla está completamente cubierta de nieve. Posee relieve regular y parejo, de suaves colinas y sus costas están formadas por acantilados de hielo. Su altura máxima alcanza los 182 metros.

## Historia y toponimia
Esta isla, la más grande en la parte noreste del archipiélago Melchior, es parte de lo que se llamó Isla Melchior por la Tercera Expedición Antártica Francesa, entre 1903-1905, al mando de Jean-Baptiste Charcot. El nombre fue aplicado al archipiélago. El actual, derivado de omega, la vigésima cuarta y última letra del alfabeto griego, fue colocado provisoriamente en la campaña antártica argentina de 1942-1943.
En la actual toponimia antártica argentina, debe su nombre a José María Sobral, marino de la Armada Argentina que integró la expedición científica de Otto Nordenskjöld. La isla fue inspeccionada por expediciones argentinas en 1942 y 1943.

## Instalaciones
En 1956 la Armada Argentina instaló una baliza en la punta Dos Monjes, en el extremo suroeste de la isla.

## Reclamaciones territoriales
Argentina incluye a la isla en el departamento Antártida Argentina dentro de la provincia de Tierra del Fuego, Antártida e Islas del Atlántico Sur; para Chile integra la comuna Antártica de la provincia Antártica Chilena dentro de la Región de Magallanes y de la Antártica Chilena; y para el Reino Unido integra el Territorio Antártico Británico. Las tres reclamaciones están sujetas a las disposiciones y restricciones de soberanía del Tratado Antártico.
Nomenclatura de los países reclamantes: 
- Argentina: isla Sobral[6][7]
- Chile: isla Omega[4]
- Reino Unido: Omega Island[5]